# Posta Shqiptare
Die Posta Shqiptare Sh. a. ist das nationale Postunternehmen Albaniens. Die Aktiengesellschaft gehört zu hundert Prozent dem albanischen Staat und ist dem Ministerium für Innovation, IT und Kommunikation unterstellt. Im Jahr 2011 gab es im ganzen Land 553 Postämter. Nebst postalischen Diensten werden vor allem auch zahlreiche Finanzdienstleistungen – unter anderem internationale Überweisungen, Auszahlen von Pensionen, Einziehen von Gebühren und Rechnungsbeträgen für einzelne Dienstleister – angeboten.

## Geschichte

### Postwesen vor der Unabhängigkeit
Im Osmanischen Reich wurde erst 1841 ein eigentlicher Postdienst etabliert. Zuvor – und auch darüber hinaus – war man in diesen Gebieten für Postsendungen auf „Selbsthifle angewiesen“ (Andreas Patera: Postrundschau). 1823 genehmigte die österreichische Oberste Hofpost-Verwaltung einen Kurierdienst zu Fuß von Shkodra nach Kotor, der von den Kaufleuten von Shkodra finanziert und unter dem Schutz des kaiserlich-könliglichen Vizekonsuls in Shkodra die Route zwei Mal pro Monat beging und auch Post aus anderen Städten bis Berat mitnahm. 1825 wurde diese Aufgabe von der lokalen osmanischen Verwaltung einem Dragoman übertragen. 1830 wurden ab Shkodra 1942 Briefe transportiert.
Ab der zweiten Hälfte der 1840er Jahre betrieb die türkische Post wöchentlich Postverbindungen von Konstantinopel nach Ioannina und nach Shkodra; die Reise dauterte fast 200 Stunden. 30 Jahre später wurde die Post neu ein Mal pro Woche per Dampfschiff nach Saloniki und von dort mit der Eisenbahn nach Veles in Mazedonien gebracht, von wo aus Boten nach Shkodra ritten. Die Post nach Ioannina wurde per Schiff bis Volos gebracht, wo sie einem Boten üebrgeben wurde. Da der Postdienst für die Osmanen in innenpolitisch und kriegerisch schwierigen Zeiten keine hohe Priorität genoss, begann Österreich-Ungarn mit der Entwicklung eines Postdienstes. 1854 wurden in Antivari, Durrës und Vlora österreichische Postablagen („Lloydpostexpeditionen“) eingerichtet. 1857 wurde in Ioannina eine dem Konsulat angegliederte k.u.k.-Konsularpostexpedition eingerichtet. Die Post lief zunächst über Preveza, ab 1870 über Saranda, wo eine neue Lloyd-Agentur eröffnet worden war, und das mit Ioannina über eine neue Straße verbunden war. Bis zur Abtretung von Antivari 1878 an Montenegro lief die Post nach Skutari über diesen Hafen, danach kurz über Ulcinj und in der Folge über Shëngjin. Das dortige Levantepostamt verlor erst an Bedeutung, nachdem 1901 Shkodra sein eigenes k.u.k.-Postamt erhalten hatte.
Neben Außenstellen der k.u.k. Post gab es im osmanischen Albanien ab 1877 auch noch Vertretungen der italienischen Post. In Ioannina gab es zudem ein Postamt der königlich-griechischen Post. Die Existenz von ausländischen Postdiensten war den osmanischen Behörden aber besonders in Nordalbanien immer wieder ein Dorn im Auge, weshalb es zwischendurch zu Schwierigkeiten kam. Daneben wurde aber auch zusammengearbeitet. Denn die kaiserlich-ottomanische Post war nicht weit verbreitet und auch auf Transportdienste Dritter angewiesen. In Vlora gab es beispielsweise nur die Lloydexpedition. Ein osmanischer Gendarm kümmerte sich um den Transport der Behördenpost von und nach Berat. Private Briefe musste persönlich oder durch Bevollmächtigte in Vlora abgeholt werden. Auch Briefe für weiter entfernte Orte wie Tepelena, Përmet sowie für Fier und Himara landeten in Vlora.

### Postwesen des unabhängigen albanischen Staates

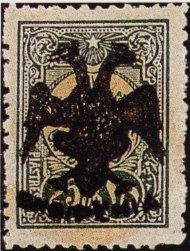
Aufdruck aus dem Juni 1913 auf einer türkischen 25-Piaster-Briefmarke

Nur eine Woche nach der Ausrufung der Unabhängigkeit Albaniens wurde Anfang Dezember 1912 ein Minister für Post, Telegraph und Telefon ernannt. Die albanische Post übernahm die ehemaligen Postämter der osmanischen Verwaltung. Im Mai 1913 wurden vom Ministerium die ersten Postwertzeichen ausgegeben. Das zweite Postwertzeichen, das ab Juni 1913 ausgegeben und anfangs noch auf Briefumschläge aufgestempelt wurde, stammt von den Postanstalten der Provisorischen Regierung (albanisch Postat e Qeverriës së Përkohëshme). Während der Kriegswirren des Ersten Weltkriegs gab es kein landesweites Postsystem; diverse Städte und Regionen versuchten eigenständig, den Postdienst irgendwie aufrechtzuerhalten. 1922 kamen erstmals richtige Briefmarken in Umlauf. Sie waren mit dem Schriftzug Posta Shyptare versehen. Die albanische Post ist seit 1922 Mitglied des Weltpostvereins. In einem Land, in dem die Bewohner mehrheitlich Analphabeten waren, gab es noch in den 1930er Jahren nur 28 Postämter.
Nach dem Zweiten Weltkrieg wurde das Postsystem langsam ausgebaut. Die Zahl der transportierte Briefe und Pakete stieg von 7.342.000 im Jahr 1950 auf 22.624.000 im Jahr 1970, um aber bis 1988 auf 14.228.000 Stück zurückzugehen. Mangelndes Vertrauen in die Zuverlässigkeit der Post führte dazu, dass Ende der 1980er Jahre fast ein Drittel der Sendungen eingeschrieben versendet wurde. Wegen des schlecht ausgebauten Telefonnetzes wurden damals auch rund vier Millionen Telegramme pro Jahr verschickt. Im kommunistischen Albanien wurden Postsendungen stark kontrolliert und zensuriert.

### Gründung der Posta Shqiptare
Mit dem Zusammenbruch des totalitären Regimes im Jahr 1991 begann für die albanische Post eine schwierige Transformationsphase, während der nur eingeschränkte Dienstleistungen erbracht werden konnten und viele Kunden ihr Vertrauen in die Post verloren. Im Jahr 1991 transportierte die heruntergewirtschaftete Post nur noch 9,7 Millionen Briefe und 82.000 Pakete sowie 40,5 Millionen Zeitungen. 1992 wurden die Telekommunikationsdienste in ein unabhängiges Unternehmen namens Albanian Telecom ausgegliedert und die Postdienste als eigenständige Organisation marktwirtschaftlich ausgerichtet, die 30 % der Gewinne an den Staat abzuführen hatte. Es gab 2250 Angestellte in 660 Poststellen.

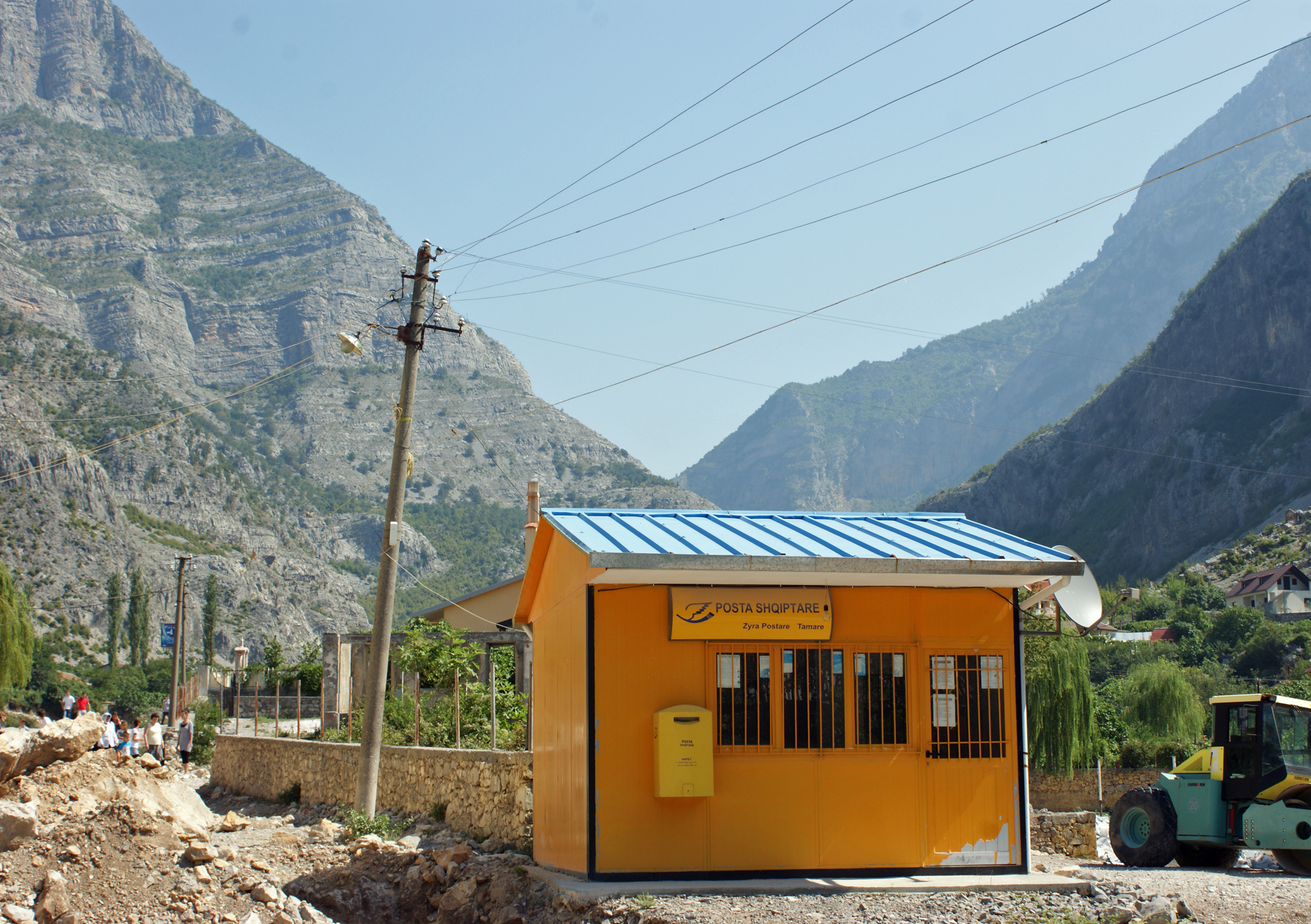
Postamt von Tamara, Nordalbanien (2012)

Ab dem Jahr 2005 wurde Posta Shqiptare reorganisiert und mit modernen Hilfsmitteln technisch ausgerüstet. Die umfangreichen Investitionen führten zu einem deutlichen Anstieg des Umsatzes sowie der Mitarbeiterzahlen und einer kleinen Ausdehnung des Filialnetzes. 2006 wurden auch erstmals Postleitzahlen festgelegt.